# Mickell Gladness
Mickell Jawaun Gladness (Birmingham, 26 luglio 1986) è un ex cestista statunitense.

## Statistiche

### College
| Anno      | Squadra       | PG | PT | MP   | TC%  | 3P% | TL%  | RP  | AP  | PRP | SP  | PP   |
| --------- | ------------- | -- | -- | ---- | ---- | --- | ---- | --- | --- | --- | --- | ---- |
| 2005-2006 | AAMU Bulldogs | 26 | 26 | 19,8 | 44,3 | -   | 66,7 | 4,3 | 0,2 | 0,5 | 3,0 | 3,5  |
| 2006-2007 | AAMU Bulldogs | 30 | 29 | 29,2 | 43,1 | 0,0 | 61,5 | 7,6 | 0,5 | 0,5 | 6,3 | 7,6  |
| 2007-2008 | AAMU Bulldogs | 29 | 28 | 30,6 | 45,2 | 0,0 | 70,1 | 8,8 | 0,8 | 0,8 | 4,5 | 10,3 |
| Carriera  | Carriera      | 85 | 83 | 26,8 | 44,2 | 0,0 | 66,7 | 7,0 | 0,5 | 0,6 | 4,7 | 7,3  |

### NBA

#### Regular Season
| Anno      | Squadra       | PG | PT | MP   | TC%  | 3P% | TL%  | RP  | AP  | PRP | SP  | PP  |
| --------- | ------------- | -- | -- | ---- | ---- | --- | ---- | --- | --- | --- | --- | --- |
| 2011-2012 | Miami Heat    | 8  | 0  | 3,5  | 33,3 | -   | -    | 1,4 | 0,3 | 0,1 | 0,1 | 0,3 |
| 2011-2012 | G.S. Warriors | 18 | 7  | 12,4 | 42,9 | -   | 50,0 | 2,6 | 0,2 | 0,2 | 1,1 | 3,0 |
| Carriera  | Carriera      | 26 | 7  | 9,7  | 42,4 | -   | 50,0 | 2,2 | 0,2 | 0,2 | 0,8 | 2,2 |

## Palmarès
- Campionato estone: 1

Kalev/Cramo: 2016-17
- Campione NBDL (2010)
- 2 volte All-NBDL All-Defensive Third Team (2013, 2014)